# Sint-Agnesbegijnhof
Het Sint-Agnesbegijnhof, ook wel begijnhof van Sint-Truiden genoemd, is een begijnhof in de Belgische stad Sint-Truiden. Het begijnhof van Sint-Truiden, dat men tot het zogenoemde pleintype rekent, staat sinds 1998 op de werelderfgoedlijst van de UNESCO, samen met een twaalftal andere Vlaamse begijnhoven.

## Geschiedenis
Het begijnhof van Sint-Truiden werd midden 13e eeuw gebouwd op land dat abt Willem van Rijkel van de benedictijnererabdij van Sint-Trudo schonk aan de mulieres religiosae, de "religieuze vrouwen" of begijnen die toentertijd verspreid over de stad woonden. Het gebied lag bij de Cicindriabeek in het gehucht Schurhoven ten noordoosten van de stad. Het betekende de aanvang van een bloeiende vrouwengemeenschap aan de rand van de stad. In zijn glorietijd woonden er meer dan 200 begijnen. De begijnhofpastoors werden benoemd door de abten van Sint-Trudo. De stad Sint-Truiden verleende de begijnen belastingvoordelen, wat soms jaloezie opwekte bij de burgers van de stad.
Van het terrein werd ongeveer de helft bebouwd, terwijl de rest in gebruik was als kerkhof, bleekveld, moestuin of boomgaard. Het complex was ommuurd; van de muur zijn nog enkele fragmenten over aan de noordwestzijde. De inmiddels verdwenen poort lag aan de weg Schurhoven. De woningen van de begijnen en enkele voorzieningen, waaronder een hoeve en een infirmerie, waren gesitueerd rond een centraal gelegen kerkgebouw. Deze kerk, gewijd aan Sint-Agnes, werd in drie fasen vanaf 1258 gebouwd. In de eerste fase werd de westgevel en de meest westelijke traveën van het schip gebouwd. Het gotische koor werd rond 1300 voltooid. De derde bouwfase (1507-10) omvatte het middendeel van de kerk. In die tijd werd ook het houten tongewelf aangebracht. In de 17e eeuw werden de muurschilderingen overgeschilderd, omdat ze niet meer pasten bij de toenmalige opvattingen. In de 18e eeuw kreeg de kerk een barokke aankleding.
De meeste woonhuizen zijn in de loop van de 17e of 18e eeuw gebouwd, toen de oorspronkelijke vakwerkhuizen wegens brandgevaar werden vervangen.
In de Franse tijd, in 1798, werd het begijnhof door de Fransen onteigend en verkocht aan de hoogste bieder, baron Michel-Laurent de Sélys-Longchamps. Kort daarna kwam het in bezit van de familie de Pitteurs. De laatste begijn, Marie-Anne Odendael, overleed in 1860. In hetzelfde jaar werden in de begijnhofkerk de middeleeuwse muurschilderingen herontdekt.
In 1928 werd de kerk wegens bouwvalligheid voor de eredienst gesloten. In 1933 werd deze oudste begijnhofkerk van Vlaanderen beschermd als monument. In 1934 schonk barones Mathilde de Pitteurs-Hiegaerts de kerk aan de stichting Vrienden van het Begijnhof, waarna de kerk werd gerestaureerd en dienst ging doen als tentoonstellingsruimte. In 1970 werd de begijnhofkerk door de Vrienden van het Begijnhof aan de provincie Limburg overgedragen. Een tweede grote restauratie, van 1975 tot 1981, omvatte onder meer de conservatie van de middeleeuwse muurschilderingen. Tot 1997 werd de kerk gebruikt als Provinciaal Museum voor Religieuze Kunst en vonden er opnieuw enkele grote tentoonstellingen plaats.
Momenteel functioneert de kerk als tentoonstellings- en concertruimte. In 2008 werd het 750-jarig bestaan van het begijnhof herdacht met nieuwe publicaties en een reeks activiteiten. Het begijnhof is een belangrijke toeristische attractie in Sint-Truiden en is overdag openbaar toegankelijk.

## Architectuur
Het begijnhof omvat verschillende gebouwen die tezamen de voorzieningen voor een kleine religieuze gemeenschap huisvesten. Voor de centraal gelegen kerk ligt een grasveld, dat ontstaan is na de sloop van een huizenblok. Rondom de kerk ligt het oude kerkhof en daaromheen bevinden zich de begijnhuisjes, de convent, het Godshuis, het Torenhuis, de infirmerie, de hoeve, de schuur en de pastorie.

### Exterieur begijnhofkerk
De drie bouwfases van de kerk zijn het best afleesbaar aan de noordwestelijke gevel, waar het bakstenen middendeel sterk contrasteert met de andere delen. De driebeukige kerk is gedeeltelijk gebouwd van tufsteen, deels van baksteen. Het koor is opgetrokken uit kwartsietblokken, met een mergelstenen gedeelte onder de dakrand. Het met leien gedekte zadeldak heeft een bescheiden dakruiter. In de zuidwestfaçade bevindt zich een romaans aandoend portaal met een geprofileerd timpaan met een driepasmotief. In de zuidoostelijke gevel bevindt zich een tweede, mergelstenen rondboogportaal met een voorstelling van het Lam Gods op het boogveld.

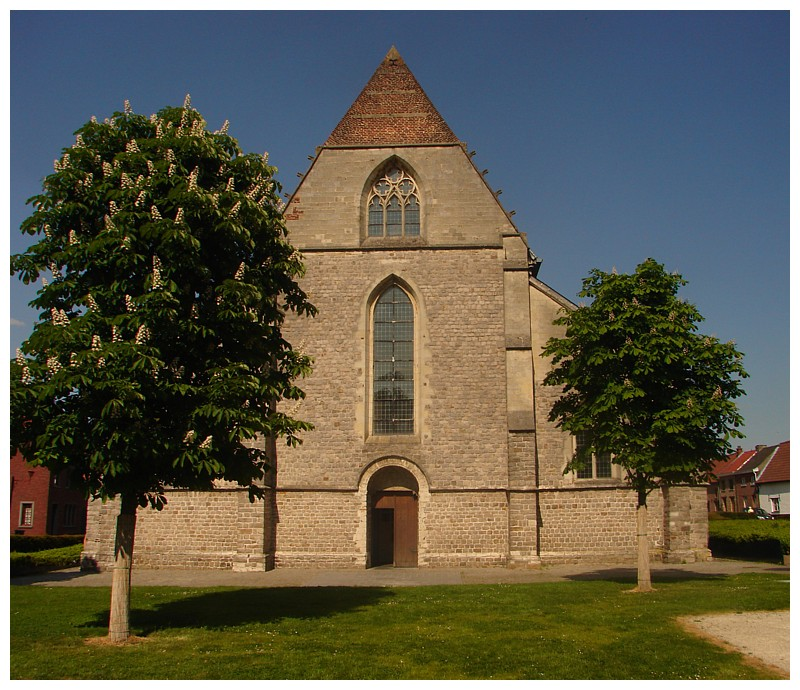
Zuidwestfaçade
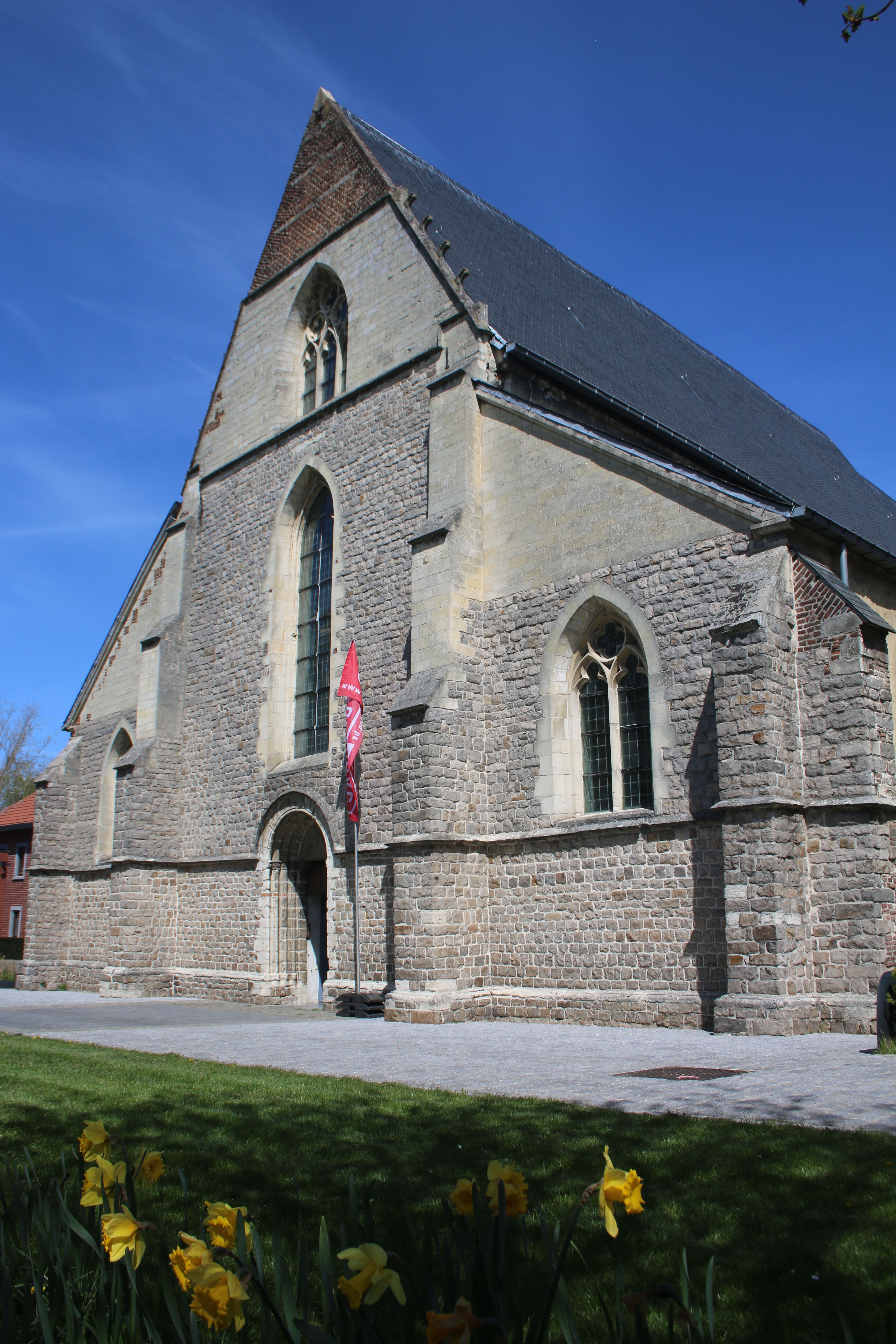
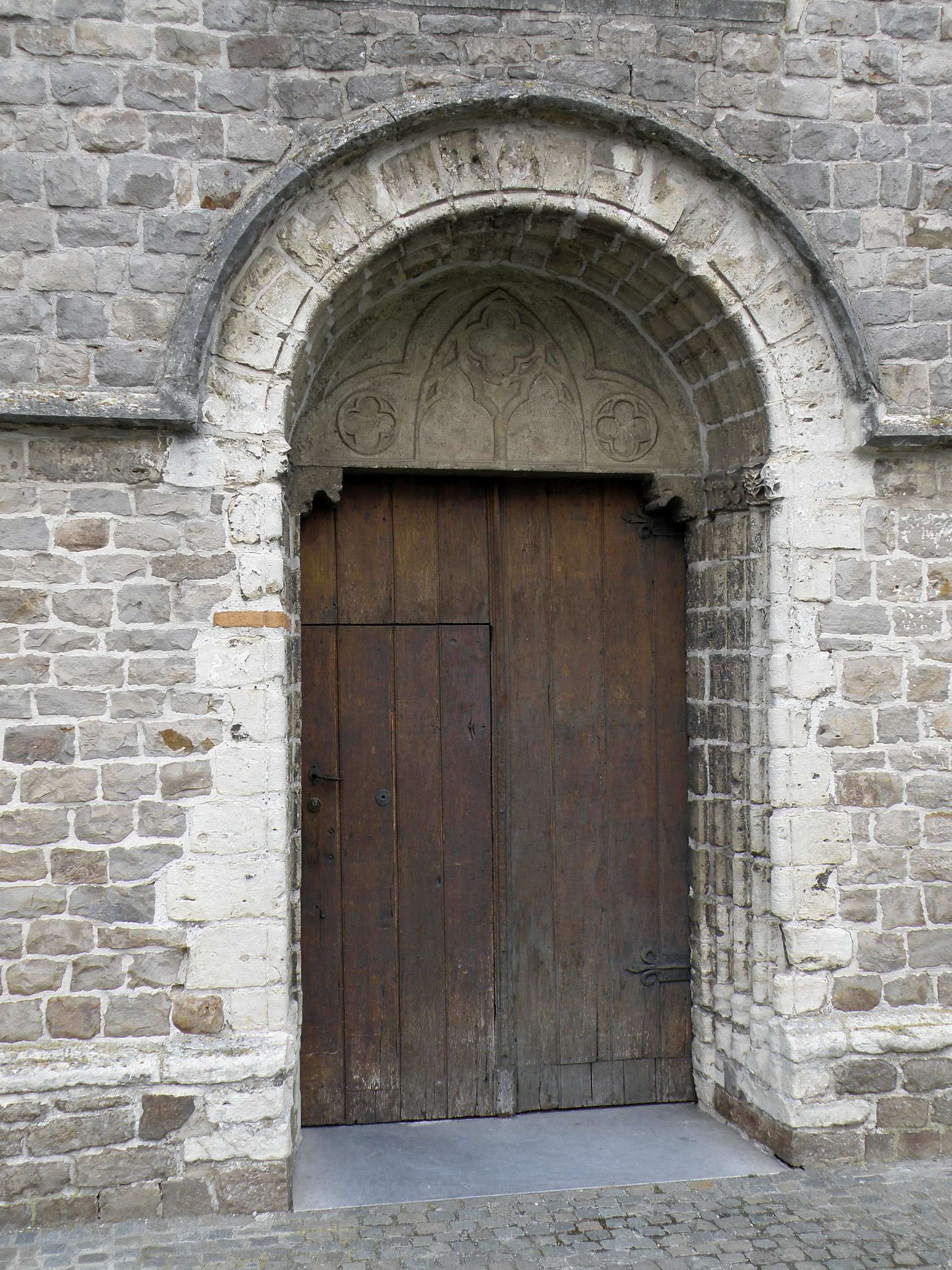
Portaal
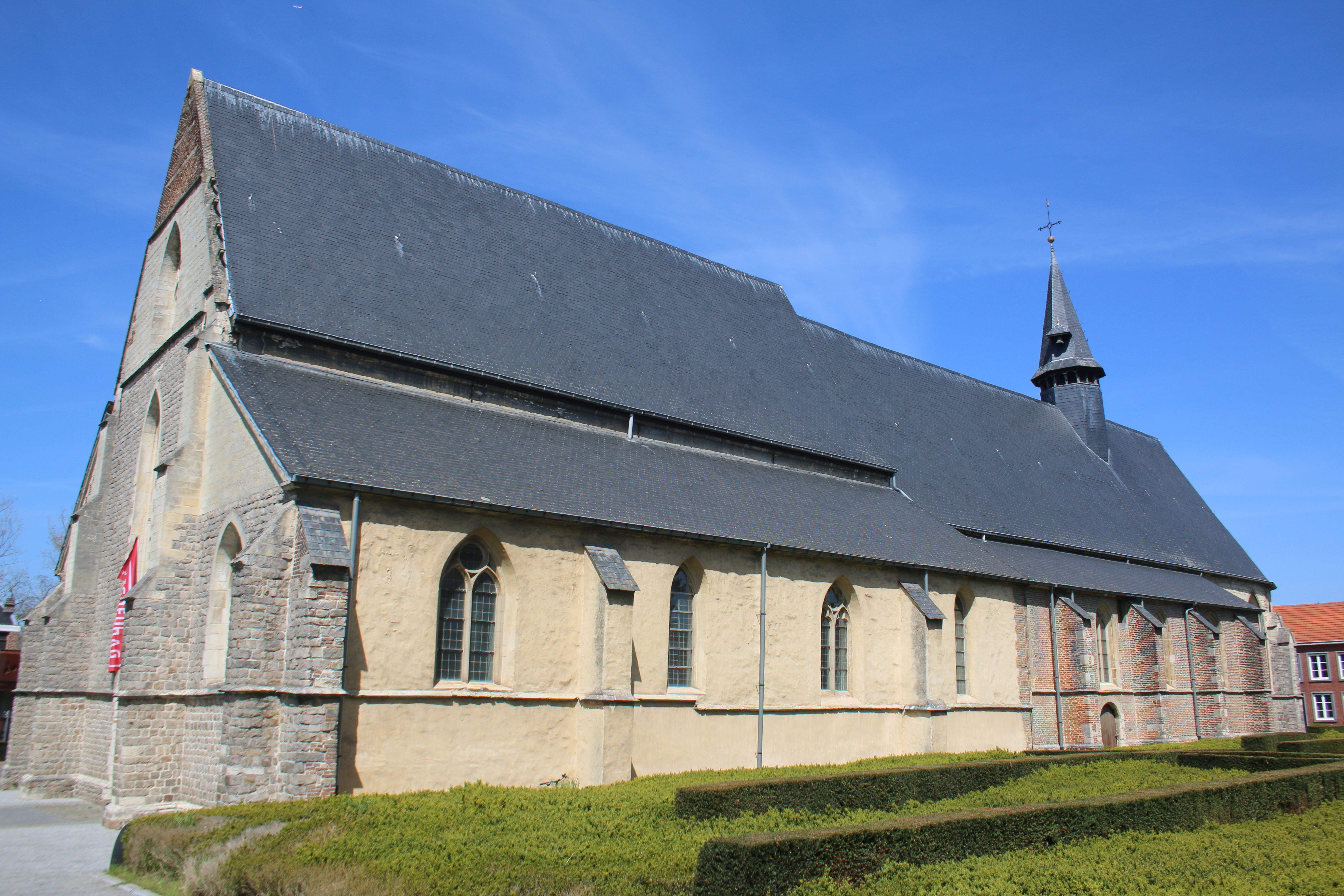

### Interieur begijnhofkerk

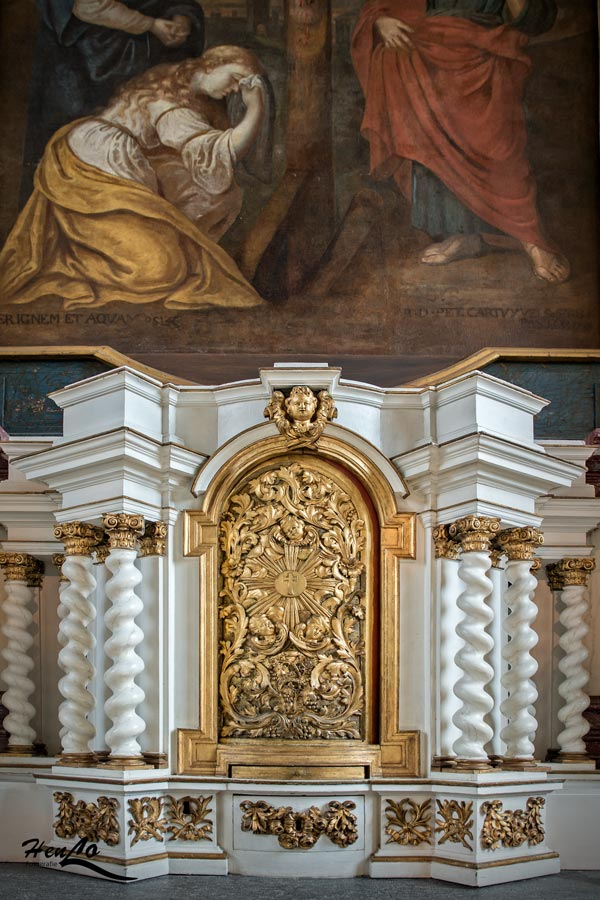
Detail tabernakel

De verschillende bouwfases van de kerk zijn ook in het interieur goed af te lezen, bijvoorbeeld door de verschillende vloerniveaus. In de 16e eeuw werden de laatste vier traveeën van het schip, grenzend aan het koor, vervangen, evenals de bogen die de zuidbeuk scheidt van het middenschip. Het deels beschilderde houten tongewelf dateert uit dezelfde periode. De zijbeuken zijn gedekt met vlakke houten zolderingen. De zijbeuken zijn gescheiden van de middenbeuk door spitsboogarcaden op pijlers met imposten. Het koor wordt gescheiden van het schip door een spitsboogvormige triomfboog. Het interieur van de kerk is deels bepleisterd en beschilderd.
Het koor heeft een vijfhoekige beëindiging, waarin geprofileerde spitsboogramen zijn aangebracht. De grafsteen uit 1295 van pater Mathias, de eerste pastoor van het begijnhof, is nog aanwezig en getuigt van de hoge ouderdom van dit deel van de kerk. Het begijnenkoor bevindt zich in het midden van de kerk en dateert van een latere bouwfase (15e eeuw). Dit koor was alleen voor de begijnen bedoeld, en was vanaf de zijbeuken via een deur toegankelijk.
De kerk bevat ook een merkwaardige orgelgalerij met een nog intact orgel uit 1646, wellicht het oudste bespeelbare orgel in België, gebouwd door de orgelbouwer Christian Ancion te Hoei. Van het barokke meubilair zijn vermeldenswaard: de eikenhouten preekstoel (1672), het hoofdaltaar (1722), het zijaltaar in de zuidelijke zijbeuk (1755) en twee altaren in de noordelijke zijbeuk (1740).
In de kerk bevinden zich diverse grafstenen uit verschillende perioden.

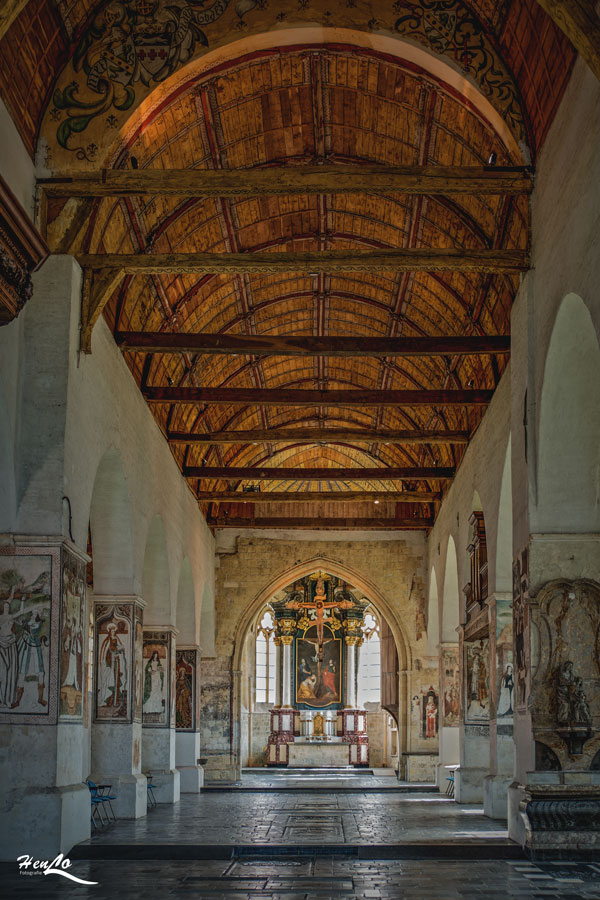
Gewelven
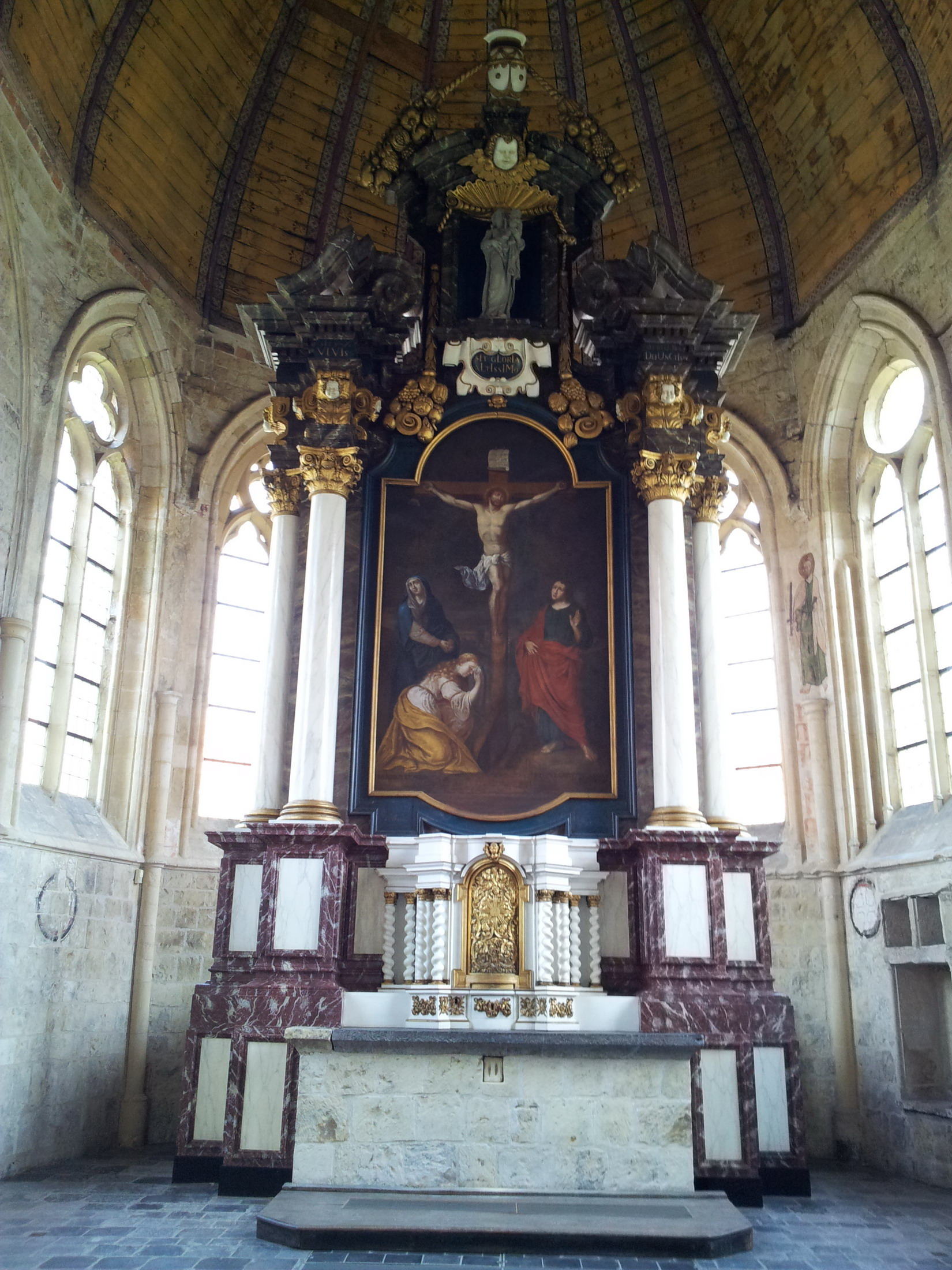
Koor en hoofdaltaar
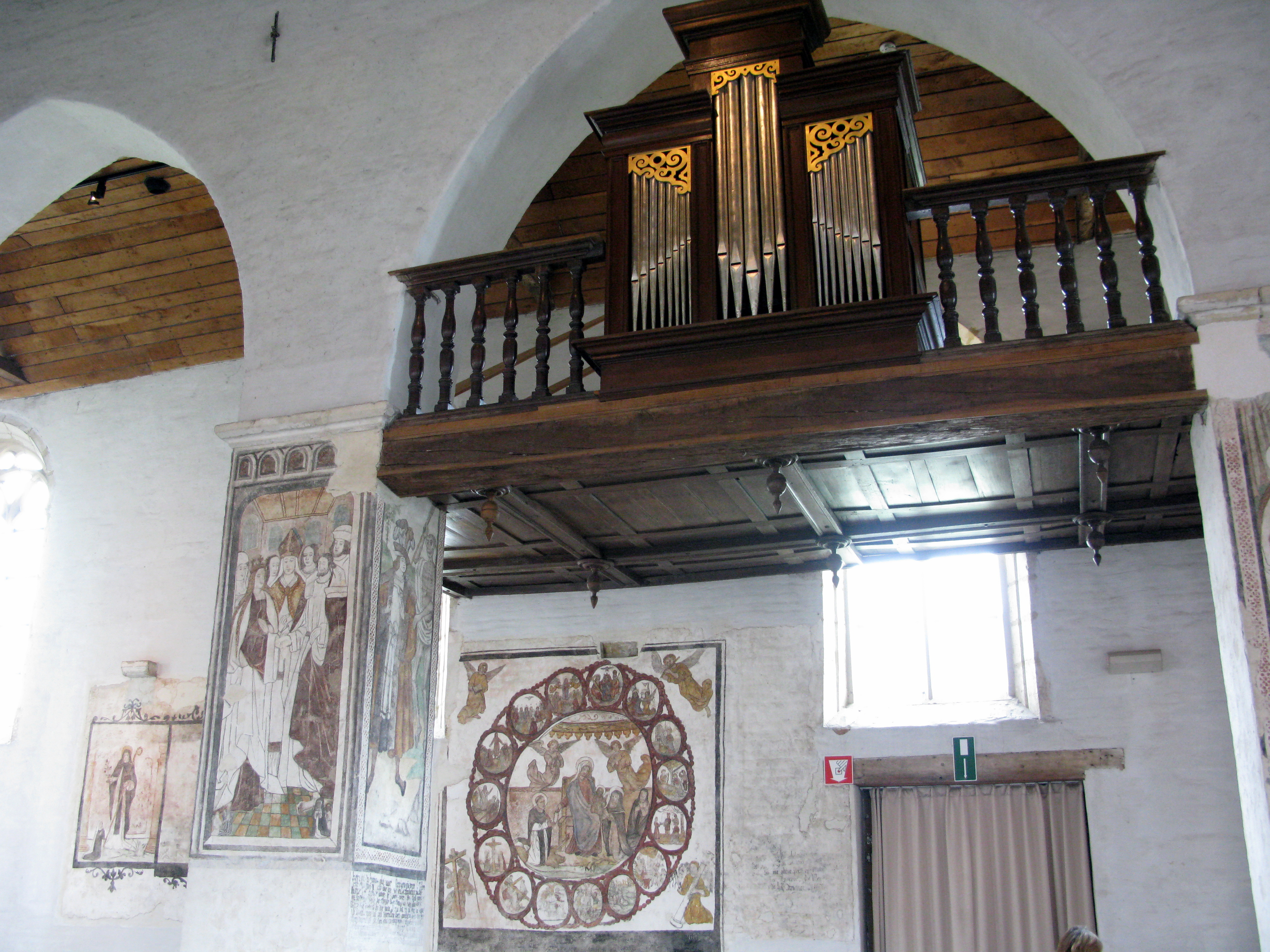
Orgeltribune
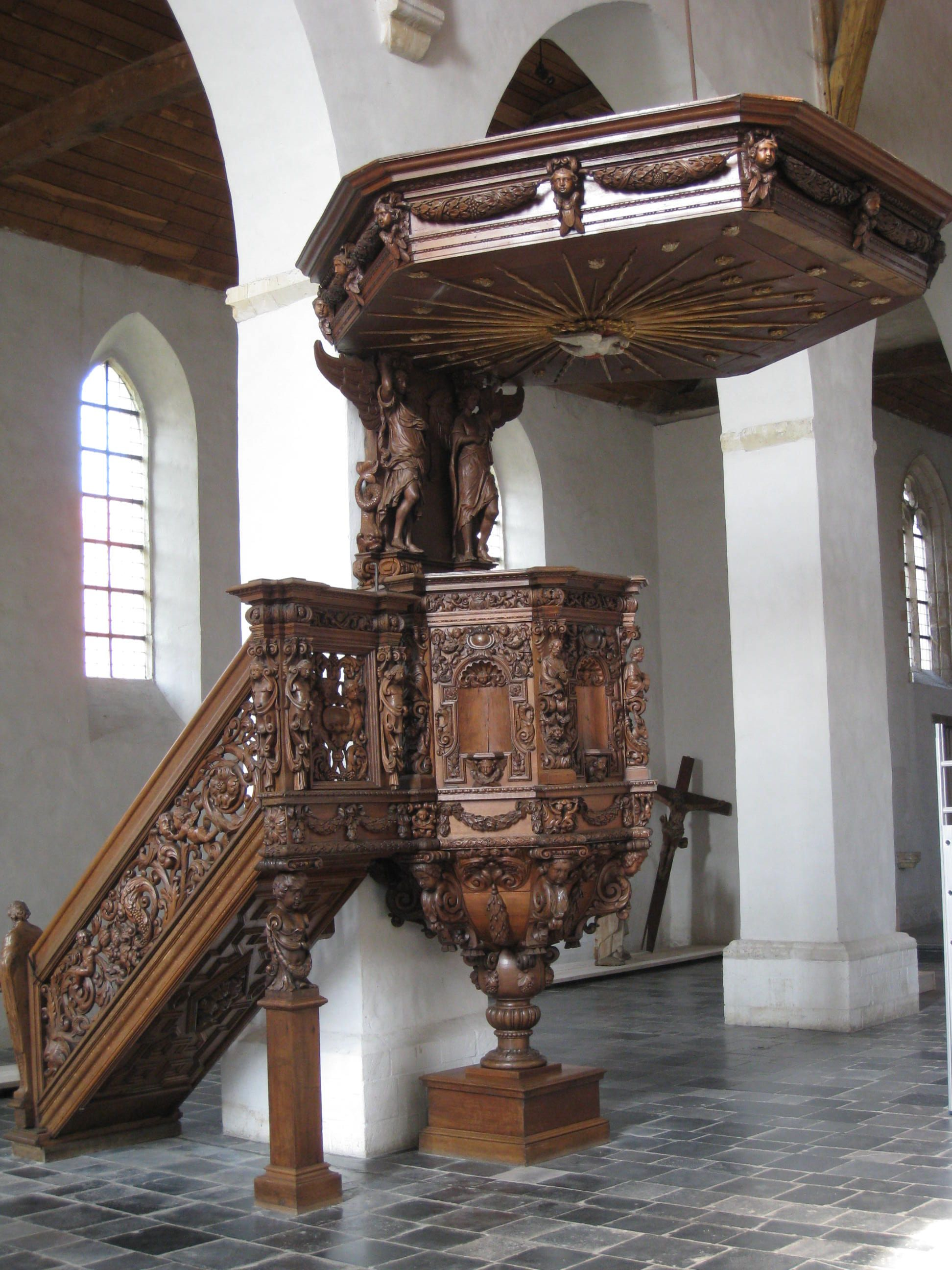
Preekstoel

### Muurschilderingen begijnhofkerk
De begijnhofkerk is beroemd omwille van haar 38 goed bewaarde middeleeuwse muurschilderingen. De oudste dateren uit het begin van de 14e eeuw; de jongste uit ca 1600. De oudste schilderingen, onder andere afbeeldingen van de apostelen, bevinden zich in het koor. De meeste schilderingen zijn 16e-eeuws en beelden Bijbelse taferelen of episodes uit heiligenlevens uit, onder andere van Jezus, Maria, Sint-Gertrudis, Sint-Lucia, Sint-Cecilia, Sint-Genoveva, Sint-Margaretha, Sint-Ursula en Sint-Agnes. Eén ervan beeldt de gruwelijke marteldood van de heilige Agatha uit.

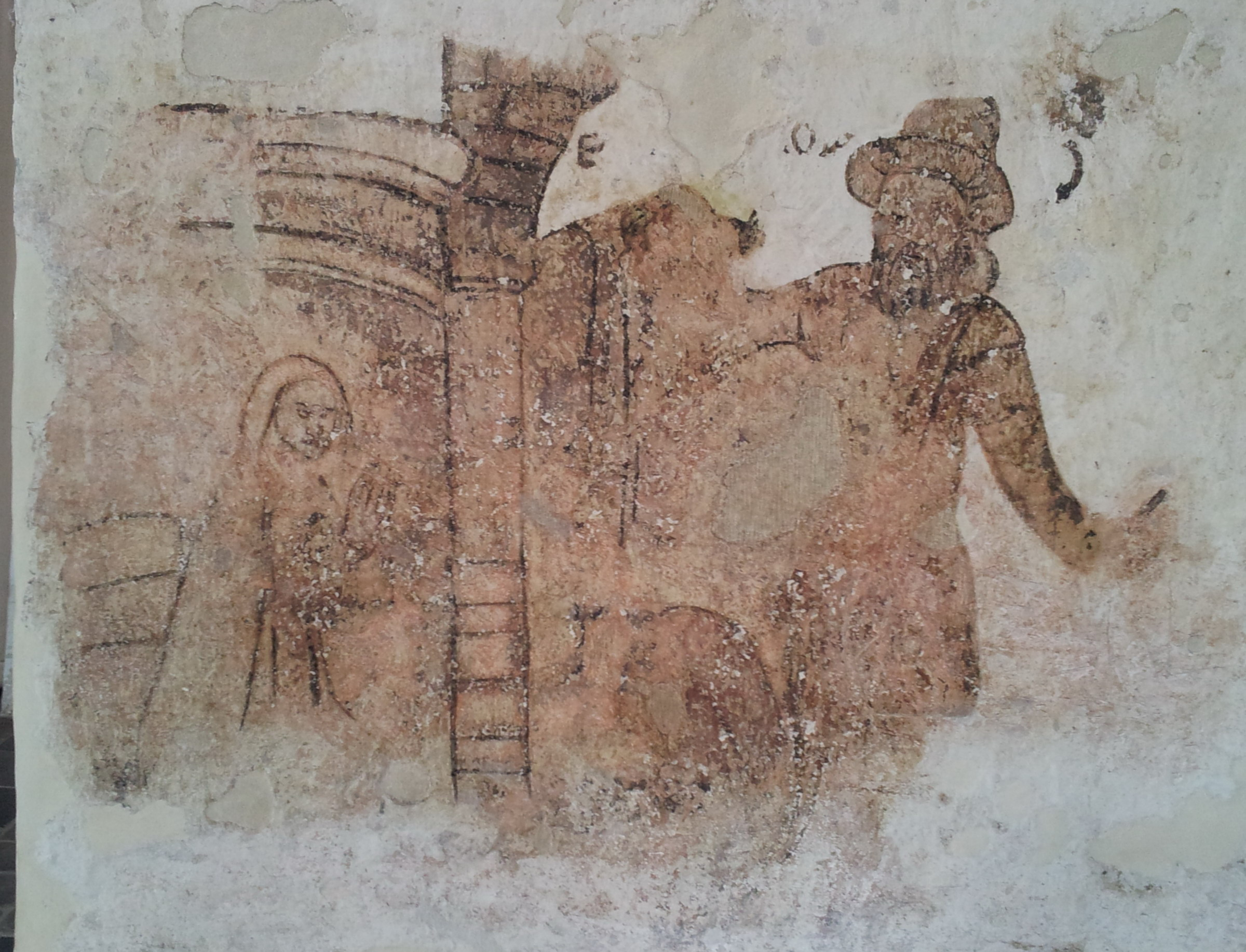
Geboorte van Jezus(?)
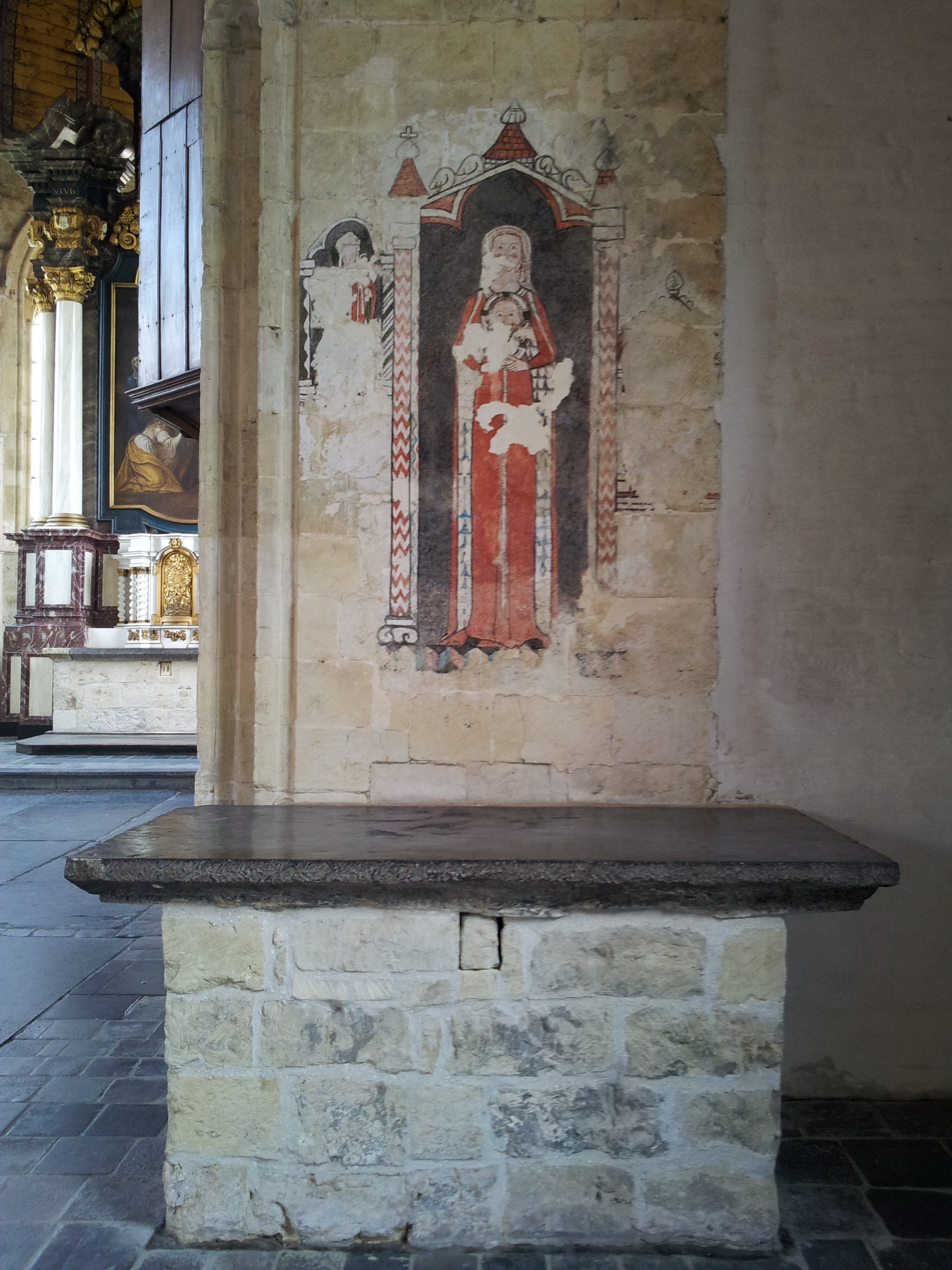
Madonna met Kind
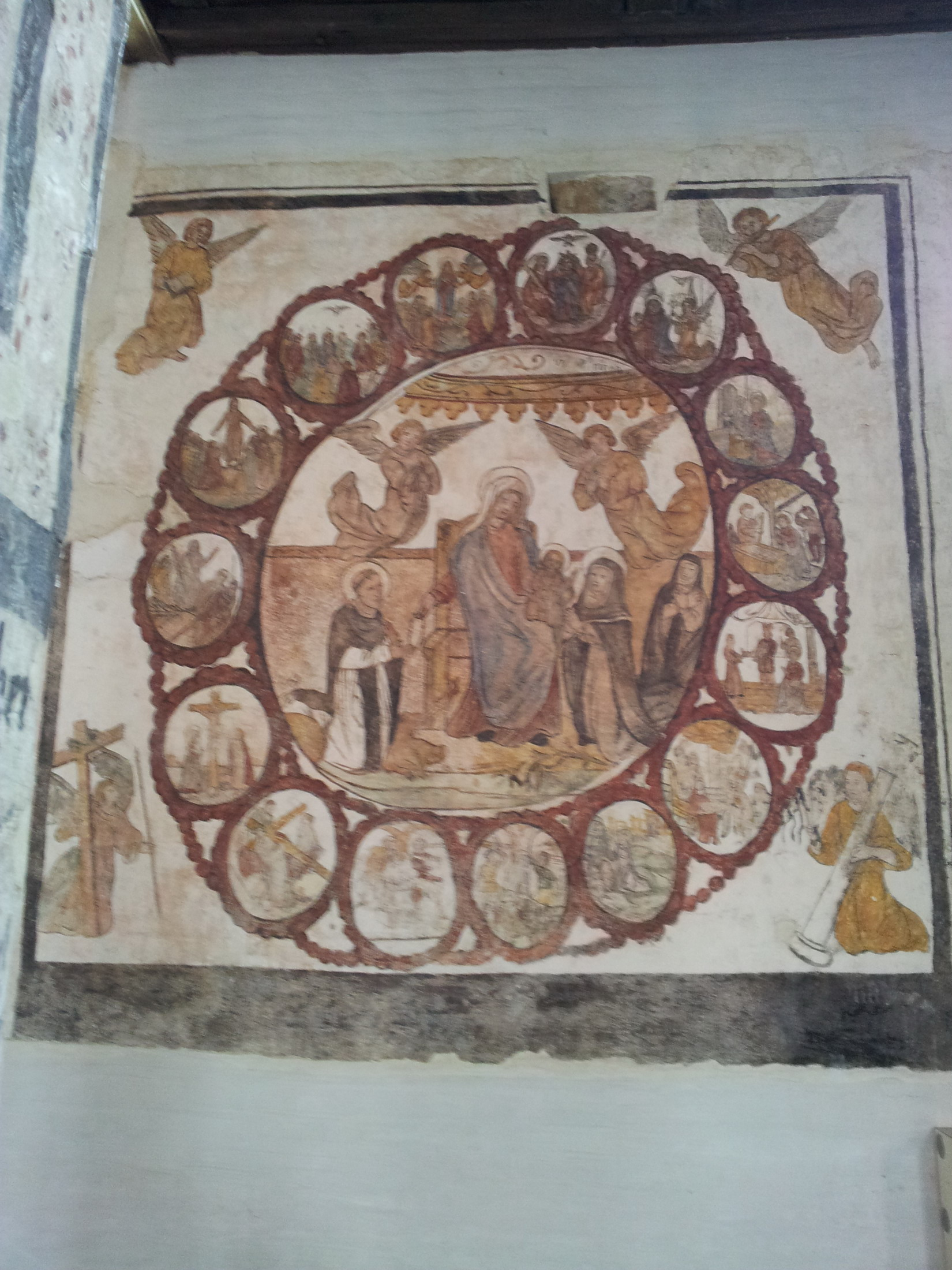
Levenscyclus Maria
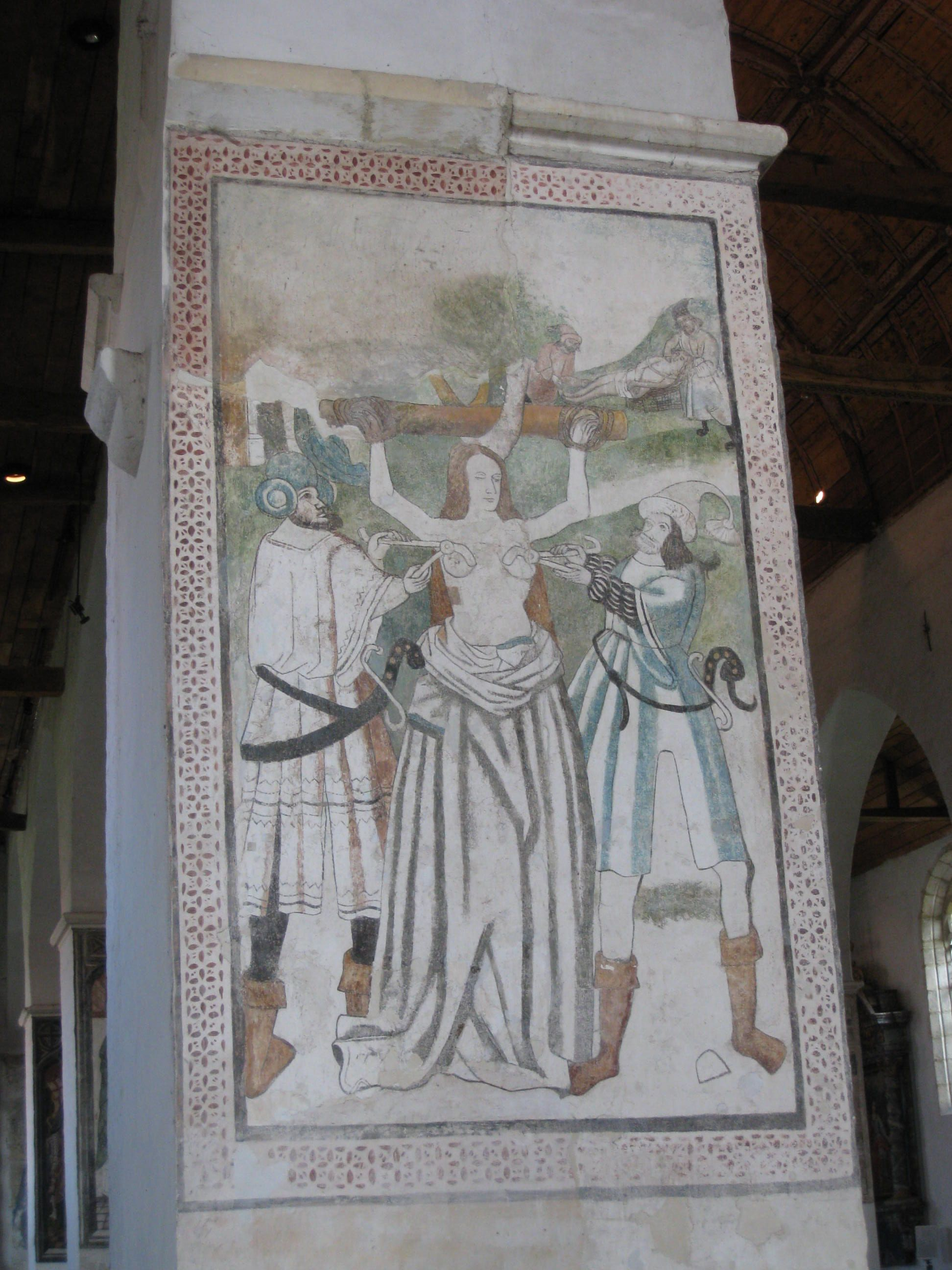
Marteldood Sint-Agatha

### Begijnhuizen en conventen
Een groot aantal begijnhuizen dateren uit de 17e en 18e eeuw en zijn gebouwd in Maaslandse renaissancestijl. In de periode 1957-72 werden veel huizen vernieuwd, waardoor de noordzijde en de zuidwestzijde er vrij modern uitzien. De zuidoostzijde is het best bewaard gebleven, met name het convent Begijnhof 38-40 uit 1780 en de lintbebouwing Begijnhof 48-54 en 57-60. Andere fraaie gevels in Maasstijl zijn te zien op nr 10 (uit 1690), nr 54 (1734) en nr 61 (1723). Begijnhof 29 heeft een vakwerkgevel.
Begijnhof 30 staat bekend als het Godshuis van de Heilige Drievuldigheid, een convent voor vijf vrouwen met beperkte financiële middelen. Het Torenhuis (Begijnhof 8) was de woning van de grootmeesteres ('grootjuffrouw'). Het huis dateert uit 1619, bezit een ronde toren en is voorzien van een gevelsteen.

### Begijnhofhoeve, portierswoning, infirmerie en pastorie
De begijnhofhoeve dateert uit het midden van de 18e eeuw. Naast het monumentale poortgebouw, bekroond met een classicistisch fronton, bevinden zich de stallen en een imposante schuur met duiventil. De voormalige portierswoning bevindt zich op de hoek van de straat Schurhoven, waar vroeger de poort van het begijnhof lag. Hier woonde de portier, later ook de pachters van de hoeve. Een deel van het huis is nog 16e-eeuws, maar in de 19e en 20e eeuw werd het meerdere keren verbouwd.
De voormalige infirmerie (adres: Schurhoven 50) is thans in drie huizen opgesplitst en volledig van het eigenlijke begijnhof afgesloten. Twee huizen van het L-vormige complex dateren uit ca 1740; het derde pand heeft een gevelsteen gedateerd ANNO 1754. De begijnhofpastorie ligt aan de overkant van de weg Schurhoven, aan de Poelstraat 2, naast het kerkhof. Het huis in de stijl van de Maaslandse renaissance dateert uit 1709 en heeft een ommuurde tuin met een hardstenen poort.

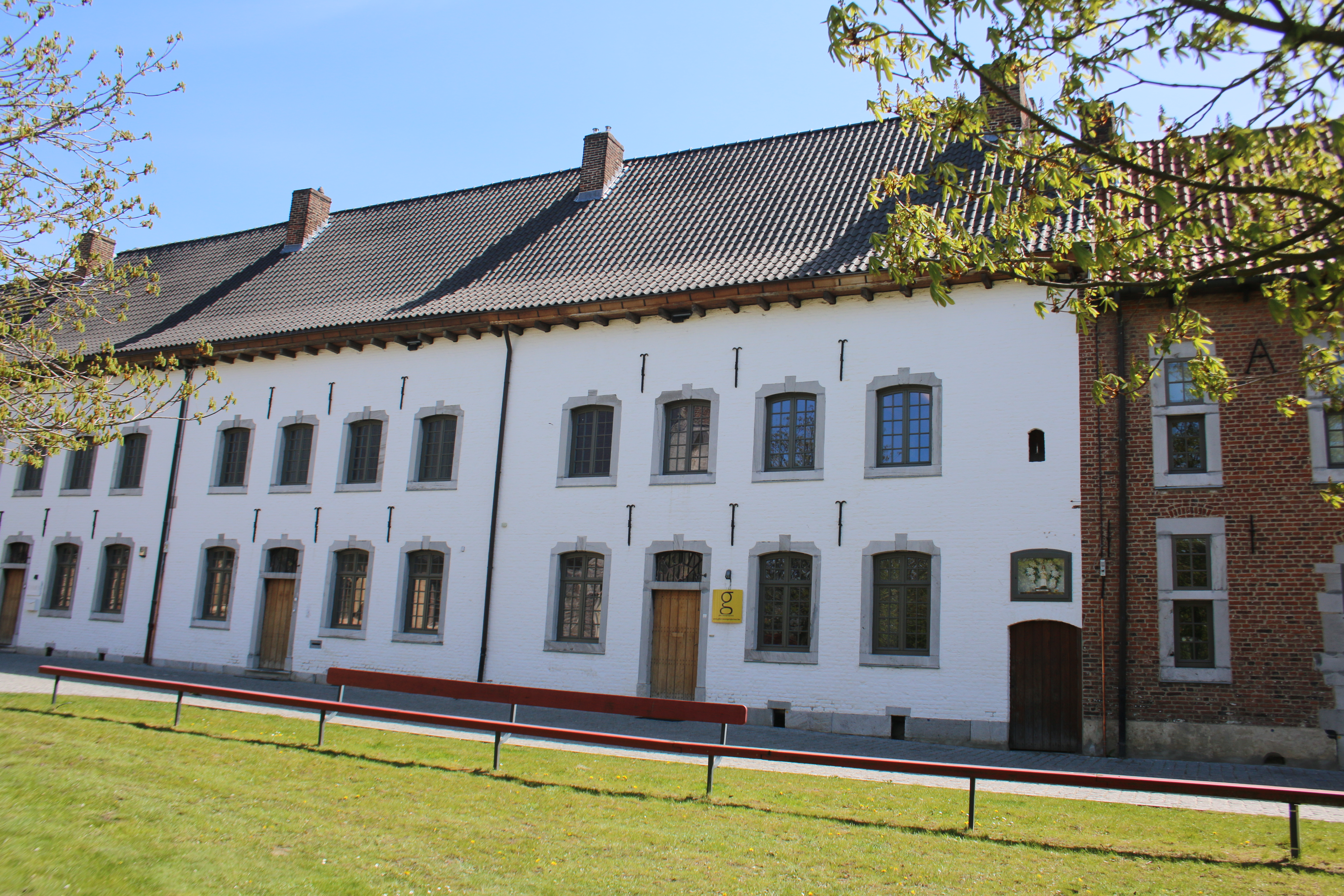
Begijnhuizen
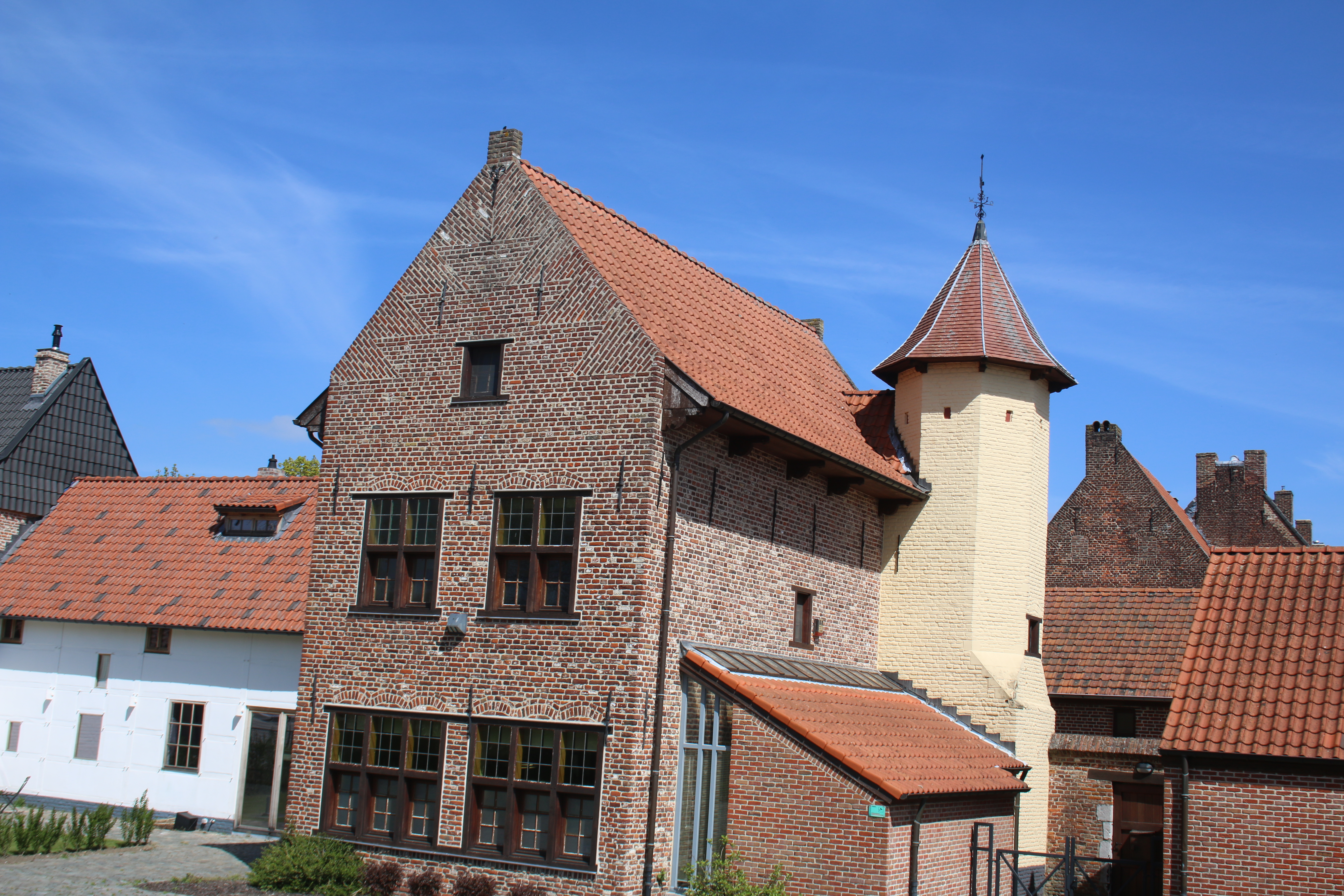
Torenhuis
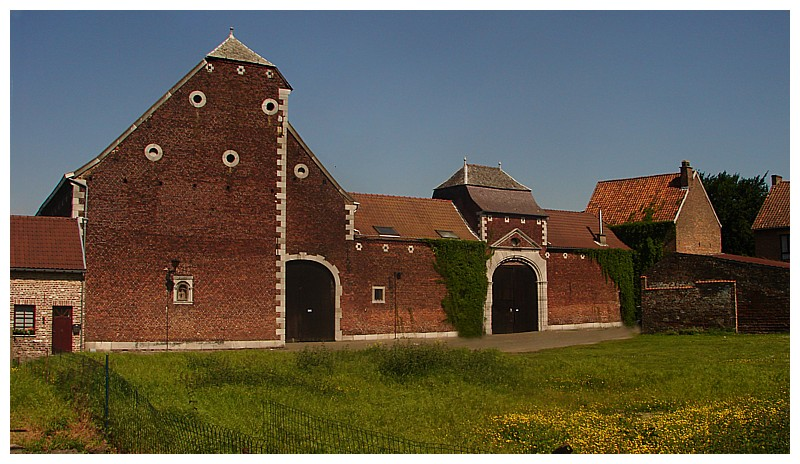
Begijnhofhoeve
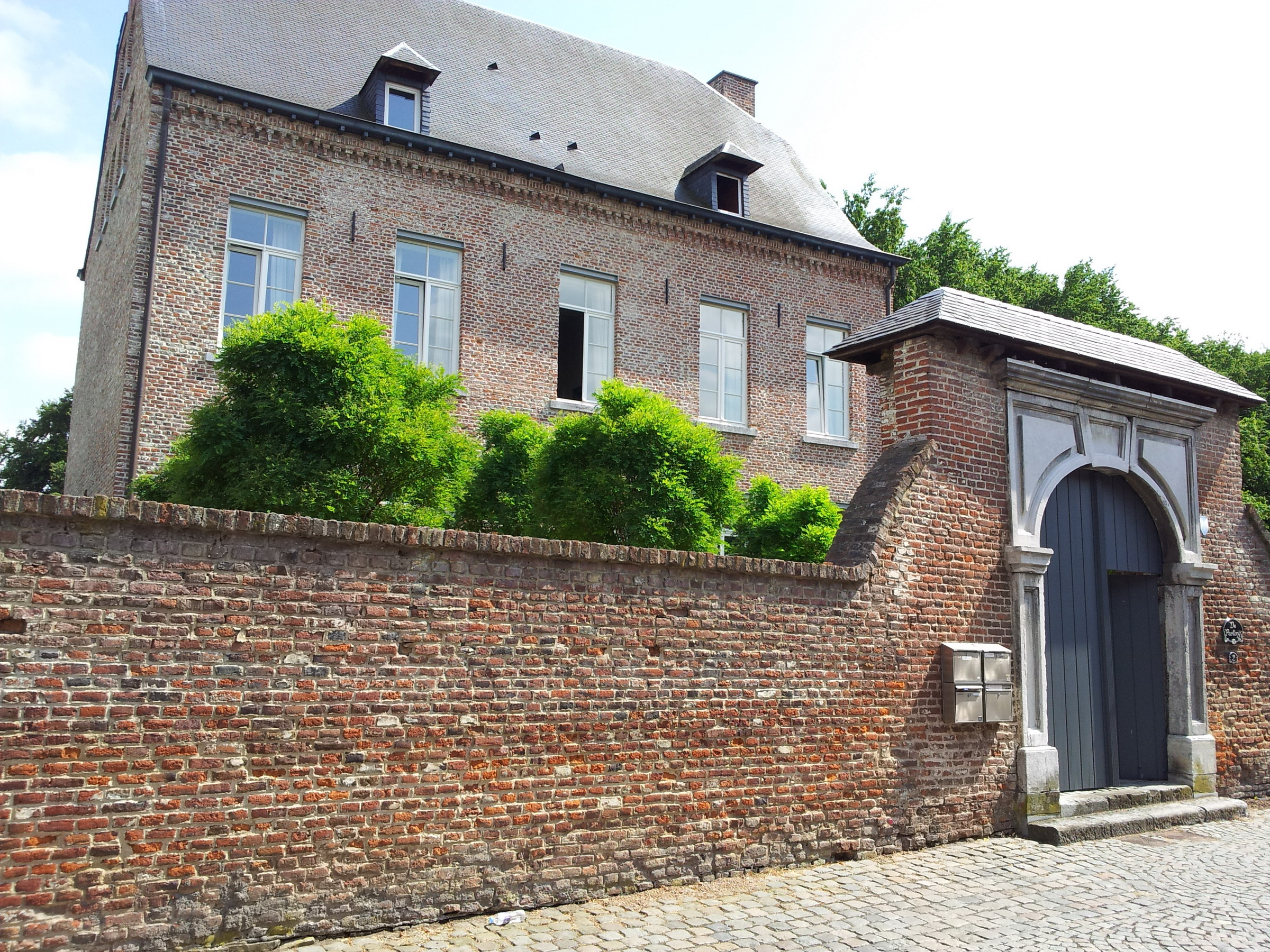
Begijnhofpastorie

## Festraetsmuseum
De Festraetsstudio is gevestigd in een pand aan de noordwestzijde van het Begijnhofplein. Truienaar Kamiel Festraets (1904-1974) bouwde van 1937-42 aan een uniek astronomisch compensatie-uurwerk, dat 4 ton weegt, 6 m hoog is, 4 m lang, 2,5 m breed, en meer dan 20.000 onderdelen bevat. Aan het einde van zijn leven werd het astronomisch uurwerk aangekocht door de stad Sint-Truiden. In het museum bevinden zich eveneens een door Festraets gebouwd planetarium en een simulator van eb- en vloedbewegingen. Het museum is toegankelijk met een combinatieticket, dat ook toegang geeft tot de abdijsite en verkrijgbaar is bij Toerisme Sint-Truiden.

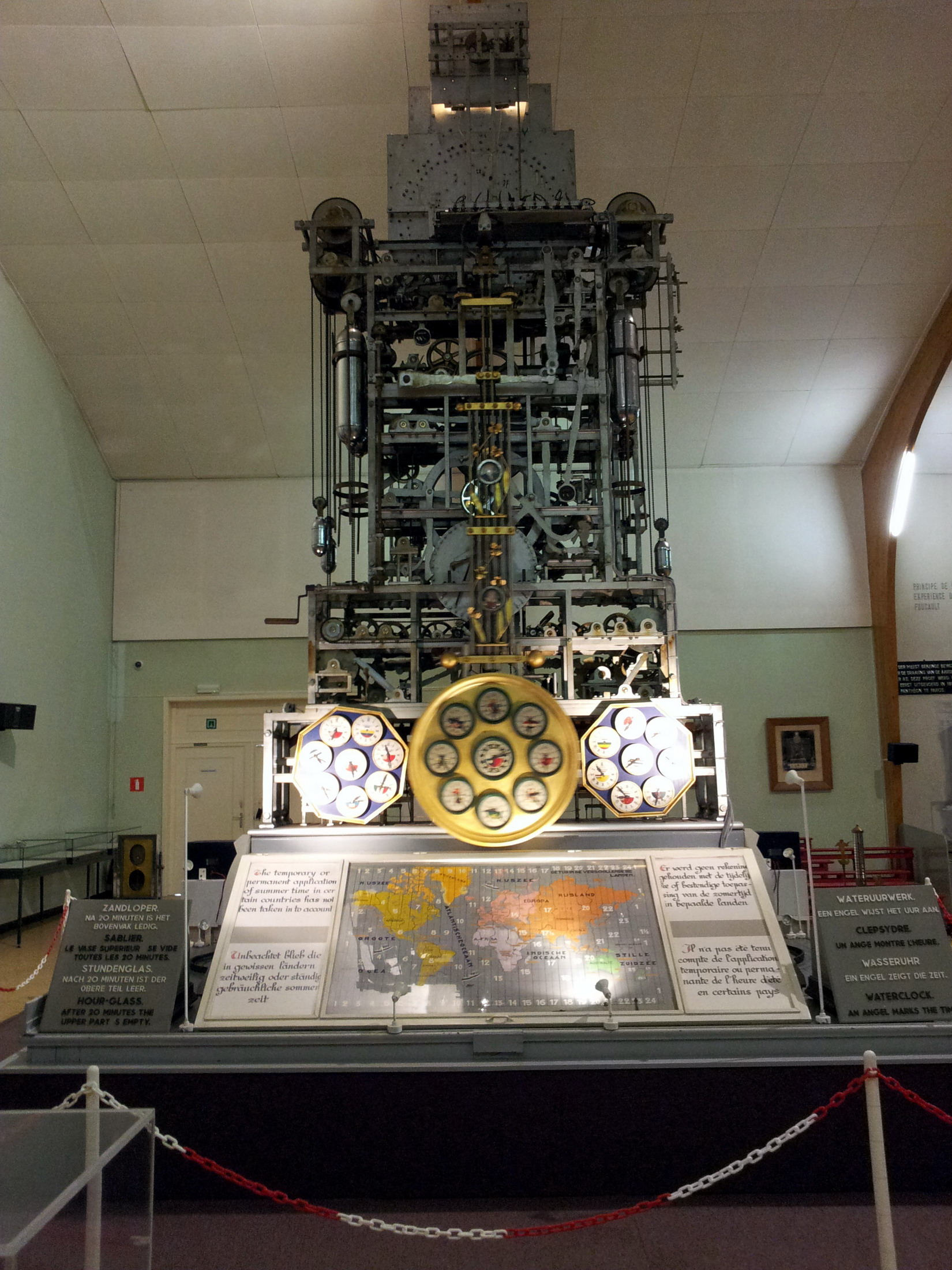
Festraetsuurwerk
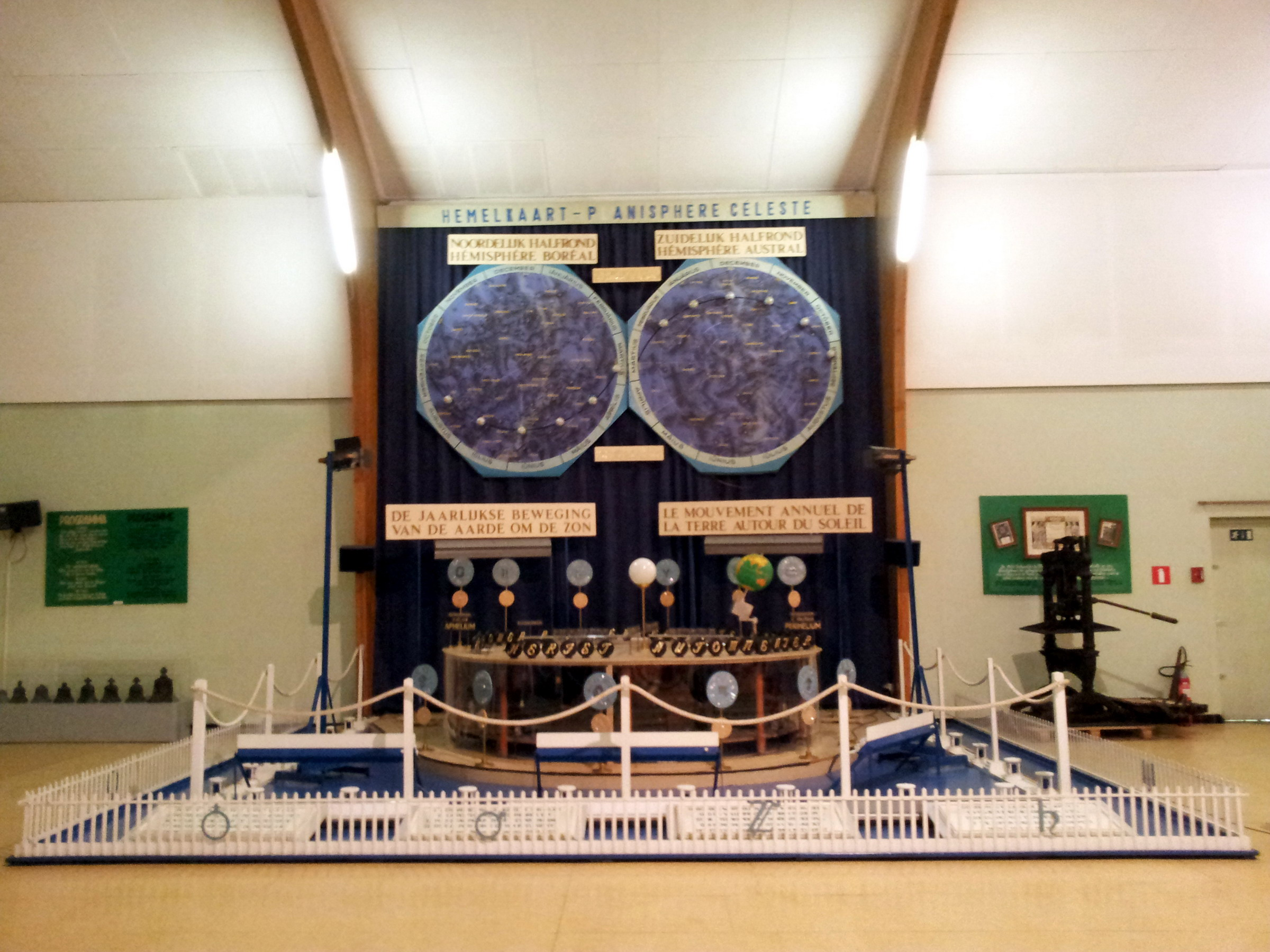
Planetarium
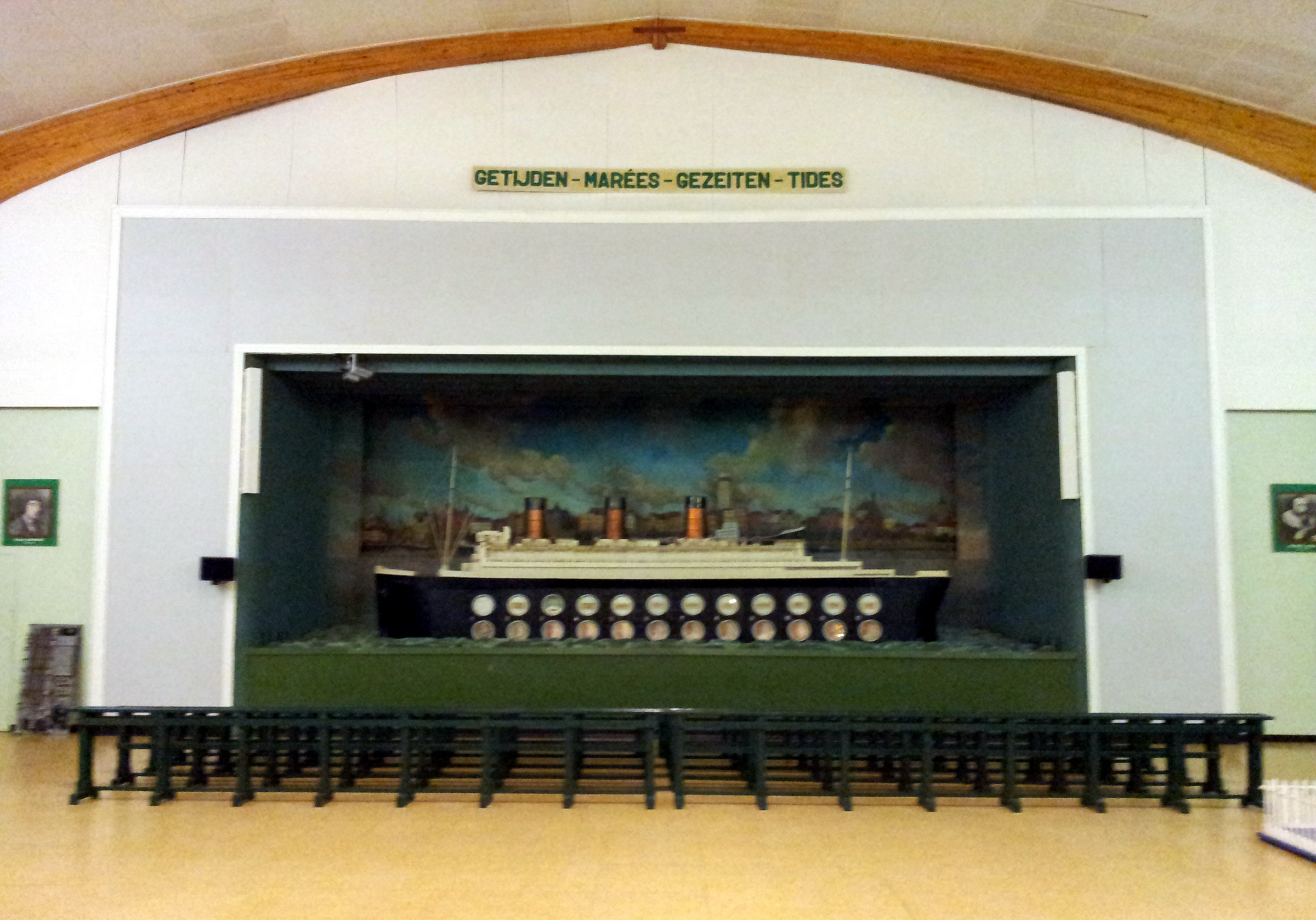
Getijdensimulator